# 尾花糸名子
尾花 糸名子（おばな しなこ、1957年5月3日 - ）は、日本の女優、声優。
東京都出身。プロダクション・タンク所属。

## 来歴
10 - 18才まで大阪に住んでいた。
NHK大阪放送児童劇団、青山杉作記念俳優養成所卒業。以前は劇団仲間に所属していた。

## 人物
特技は日本舞踊（若柳流）、茶道（裏千家）、関西弁。

## 出演

### テレビドラマ
- 無言館（2022年、声の出演）

### テレビ番組
- あのニュースで得する人損する人
- ガッテン!
- がんを生きる新常識
- 緊急!公開大捜索SP18
- 健康カプセル!ゲンキの時間
- 心ゆさぶれ!先輩ROCK YOU
- ザ!世界仰天ニュース
- 世界の何だコレ!?ミステリー
- 総合診療医ドクターG
- 直撃!シンソウ坂上
- たのしいきょうしつ
- にっぽん!歴史鑑定
- みんなの科学

### テレビアニメ
- 名探偵コナン（2023年、老女[4]）
- 謎解きはディナーのあとで（2025年、香苗の母[5]）

### 吹き替え

#### 映画
- 真実（2019年、白髪女性[6]）
- グッド・オン・ペーパー（2021年）
- デ・ヴィル家への招待状（2022年）
- オペレーション・ナポレオン ナチスの陰謀（2024年）
- ゴーストバスターズ/フローズン・サマー（2024年[7]）
- フェラーリ（2025年）
- 冒険者たち（2025年、老いた妻[8]）

#### ドラマ
- 名探偵ポワロ 死者のあやまち（2014年）
- シカゴ・メッド（2017年）
- レポーター・ガール（2020年）
- アストリッドとラファエル 文書係の事件録（2022年）
- ザ・ルーキー 40歳の新米ポリス!?（2021年）
- ベルグレービア 秘密だらけの邸宅街（2021年）
- ザ・クラウン（2022年、エリザベス王妃 / 王太后〈マーシャ・ウォレン〉）
- タルサ・キング（2023年、マーガレット〈ダナ・デラニー〉）
- チャペルウェイト 呪われた系譜（2023年）
- バラード 未解決事件捜査班 #9（2025年）

#### アニメ
- 私ときどきレッサーパンダ

### ボイスオーバー
- ソーイング・ビー（キャスリン）
- BS世界のドキュメンタリー マミー・フット! おばあちゃんはサッカー選手

### VP
- 研修用DVD
- 薬剤師向けVP
- 郵政防犯DVD

### 舞台
- 石の花（妖精ゾロトイボーロフ）
- 大どろぼうホッツェンプロッツ
- かもめ（ニーナ）
- コーカサスの白墨の輪（楽隊の歌手、貴婦人）
- 乞食と王子（ケーティ）
- 十二月（蓮見いけみ）
- せむしの仔馬（月の姫）
- 蝶々乱舞（蝶々夫人の妹・桜）
- 汝等青少年学徒
- 花咲く港
- 馬蘭花物語
- 春のめざめ
- ヘッダ・カブラー（ヘッダ・カブラー）
- ホテルボルティモア
- 森は生きている（うさぎ、八月の精）